# فیل کاونر
فیل کاونر (انگلیسی: Phil Cavener؛ زادهٔ ۲ ژوئن ۱۹۶۱) بازیکن فوتبال اهل بریتانیا است.
از باشگاه‌هایی که در آن بازی کرده‌است می‌توان به باشگاه فوتبال پیتربورو یونایتد، باشگاه فوتبال گیلینگام، باشگاه فوتبال کترینگ تاون، باشگاه فوتبال نورث‌همپتون تاون، باشگاه فوتبال برنلی و باشگاه فوتبال برادفورد سیتی اشاره کرد.